# Federation des Societes Historiques de l’Europe Orientale
Féderation des Sociétes Historiques de l’Europe Orientale (Federacja Towarzystw Historycznych Europy Wschodniej) – federacja towarzystw naukowych z Polski, Węgier i Czechosłowacji i innych krajów regionu istniejąca w latach 1927-1939.

## Historia i działalność
Została utworzona w 1927 roku z inicjatywy polskich historyków Marcelego Handelsmana i Oskara Haleckiego. Wydawała „Bulletin d’information des sciences historiques en Europe Orientale”. Pismo to stanowiło pewnego rodzaju przegląd historiografii różnych krajów. Toczyły się dyskusje wokół pojęć dotyczących krajów Europy Wschodniej, Środkowej, Słowiańskiej. Federacja wyłoniła trzy zespoły o odrębnym składzie i zadaniach. Na czele wyłonionej 29 czerwca 1927 roku Komisji Wykonawczej Federacji tymczasowo stanął J.B. Novak, dyrektor archiwum w Pradze. Sekretarzem został Jan Rutkowski (Poznań), członkami zaś profesorowie: Gieorgij Fłorowski (Praga, emigracja rosyjska), Myron Korduba (Lwów, jako przedstawiciel nauki ukraińskiej), J. Melick (Budapeszt), Ferdo Šišic (Zagrzeb), Stanisław Zakrzewski (Lwów). Tegoż dnia ukonstytuowała się Komisja Biuletynu Informacyjnego z przewodniczącym Emerykiem Lukinichem (Budapeszt) na czele. Marceli Handelsman został redaktorem Biuletynu, zaś Tadeusz Manteuffel – sekretarzem. W skład Komisji weszli: Francis Balodis (Ryga), Jaroslav Bidlo (Praga), V. Mansikka (Helsinki), Mauzaffer-bey (Stambuł), N. Okouneff (Praga), Heinrich Felix Schmid (Graz), Ferdo Šišić (Zagrzeb). W 1928 roku do dwóch komisji doszła trzecia, mianowicie Komisja Słownika starożytności słowiańskich pod przewodnictwem Franciszka Bujaka. W skład Federacji wchodziły akademie, towarzystwa naukowe, wydziały uniwersyteckie. W 1928 roku było to łącznie 26 towarzystw, w 1938 – 40 towarzystw.